# XBoard
XBoard is een freeware grafische interface (GUI) om een schaakprogramma mee te koppelen, geschikt voor Linux. De port voor Microsoft Windows heet WinBoard. XBoard en Winboard zijn gebouwd door de Amerikaans programmeur Tim Mann. Behalve orthodox schaken ondersteunen XBoard en WinBoard ook zeer veel andere versies van het schaakspel, zoals Chinees, Japans en Thais schaak (Xiangqi, Shogi en Makruk), alsmede veel westerse schaakvarianten (weggevertje, doorgeefschaak, Capablanca schaak, Seirawan schaak). Het kan ook gebruikt worden om een verbinding the maken met internet schaakservers zoals freechess.org en chessclub.com, waar mensen en/of computers tegen elkaar kunnen spelen.
Omdat XBoard en WinBoard opensourcesoftware zijn, kunnen speciale wensen van gebruikers gemakkelijk worden toegevoegd. In de loop der tijden zijn XBoard en WinBoard daardoor uitgegroeid tot een van de meest krachtige programma's die op het gebied van schaak GUIs te verkrijgen is. XBoard en WinBoard ondersteunen vrijwel alle belangrijke communicatieprotocollen die bij schaakprogramma's in gebruik zijn, (CECP, UCI, USI, UCCI), hetzij via meegeleverde en automatisch ingeschakelde adapterprogramma's. Er is daarom een bijzonder grote keur aan schaakprogramma's die met XBoard en WinBoard gebruikt kunnen worden.
WinBoard is afgeleid van het Unix programma XBoard. XBoard is verkrijgbaar voor Linux en sinds 2014 is er ook een speciale versie beschikbaar voor macOS (als OSX App gebundeld met vele schaakprogramma's). Er is ook een speciale versie beschikbaar voor visueel gehandicapten (WinBoard for JAWS).